# Distrikt San Hilarión
Der Distrikt San Hilarión liegt in der Provinz Picota in der Region San Martín in Nordzentral-Peru. Der Distrikt wurde am 28. August 1959 gegründet. Er besitzt eine Fläche von 104 km². Beim Zensus 2017 wurden 3948 Einwohner gezählt. Im Jahr 1993 lag die Einwohnerzahl bei 2534, im Jahr 2007 bei 4355. Sitz der Distriktverwaltung ist die 231 m hoch gelegene Kleinstadt San Cristóbal de Sisa mit 2846 Einwohnern (Stand 2017). San Cristóbal de Sisa befindet sich 15 km südwestlich der Provinzhauptstadt Picota.

## Geographische Lage
Der Distrikt San Hilarión liegt am linken Flussufer des nach Nordosten strömenden Río Huallaga in den östlichen Voranden im Südwesten der Provinz Picota. Der Río Sisa begrenzt den Distrikt im Südwesten.
Der Distrikt San Hilarión grenzt im Südwesten an die Distrikte San Rafael und Bellavista (beide in der Provinz Bellavista), im Nordwesten an den Distrikt San Pablo (ebenfalls in der Provinz Bellavista), im Osten an die Distrikte Caspisapa und San Cristóbal sowie im äußersten Südosten an den Distrikt Bajo Biavo (Provinz Bellavista).

## Ortschaften
Im Distrikt gibt es neben dem Hauptort folgende größere Ortschaften:
- Nueva Esperanza (249 Einwohner)
- Nuevo Chimbote (225 Einwohner)
- Nuevo Egipto (401 Einwohner)